# Advanced Rocketry Group of Switzerland

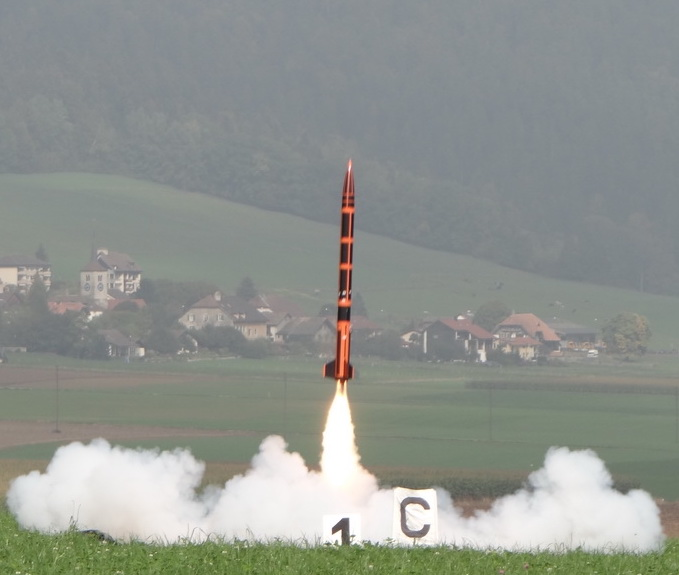
Raketenstart im Val de Ruz, 2013

Die Advanced Rocketry Group of Switzerland (ARGOS) ist ein 1996 gegründeter Schweizer Verein für Modell- und High-Power-Raketen.
ARGOS ist der US-amerikanischen Tripoli Rocketry Association angeschlossen und veranstaltet in zwei Landesteilen Flugtage für Raketen. Der eine Flugtag  mit internationaler Beteiligung findet jährlich statt.
Ein 4,5 Meter langes und 85 Kilogramm schweres flugfähiges Modell der Ariane 4, welches von einer Arbeitsgruppe der ARGOS im Massstab 1:13 gebaut wurde, wurde 2002 in Amarillo, Texas sowie zweimal im Val de Ruz bei Neuchâtel erfolgreich gestartet.